# Luka Jelenić
Luka Jelenić, né le 24 mai 2000 à Zagreb en Croatie, est un footballeur croate qui évolue au poste de défenseur central au NK Varaždin.

## Biographie

### En club
Né à Zagreb en Croatie, Luka Jelenić est formé par l'un des clubs de sa ville natale, le Dinamo Zagreb. Il ne fait aucune apparition en équipe première et rejoint en juillet 2021 le NK Inter Zaprešić. Un an plus tard, à l'été 2022, il rejoint le NK Varaždin. 
Il joue son premier match sous ses nouvelles couleurs le 22 juillet 2022 lors d'une rencontre de championnat face au NK Istra 1961. Il entre en jeu à la place de Tonio Teklić et son équipe s'impose par deux buts à un. Il connait sa première titularisation le 27 août 2022, contre le HNK Rijeka, en championnat. Son équipe s'impose ce jour-là (1-2 score final). C'est également contre le HNK Rijeka que Jelenić inscrit son premier but en professionnel, lors de la phase retour, le 12 mars 2023. Il ne peut toutefois empêcher la défaite de son équipe (3-1 score final). S'imposant comme un titulaire au NK Varaždin, il est l'une des révélations de la saison. Igor Bišćan, l'entraîneur du Dinamo Zagreb et qu'il connait pour l'avoir coaché avec les espoirs, s'intéresse alors à lui en vue du mercato d'été pour renforcer son équipe.

### En sélection
Luka Jelenić représente la Croatie en sélection, commençant avec l'équipe des moins de 15 ans, avec laquelle il joue un total de cinq matchs, tous en 2015.
Il joue son premier match avec l'équipe de Croatie espoirs le 17 novembre 2022 contre la Pologne. Il est titularisé et les jeunes croates l'emportent (3-1 score final).